# Çeşnigir, Karacabey
Çeşnigir là một xã thuộc huyện Karacabey, tỉnh Bursa, Thổ Nhĩ Kỳ. Dân số thời điểm năm 2011 là 185 người.